# Станев, Эмилиян
Эмилиян Станев (болг. Емилиян Станев; настоящие имя и фамилия — Никола Стоянов Станев (болг. Никола Стоянов Станев); 14 февраля 1907 Тырново — 15 марта 1979, София) — болгарский писатель, народный деятель культуры Болгарии (1966), Герой Народной Республики Болгария (1967). Лауреат Димитровской премии (1965) и Национальной премии им. Йордана Йовкова (1975).

## Биография
Учился в Художественной академии, затем изучал финансы и торговлю в Свободном университете в Софии.
В 1932—1944 работал в городском управлении Софии, в 1945 году он был заведующим управлением охоты в г. Буковец.
Член Болгарской коммунистической партии с 1944 года.
В 1950—1956 — заведующий литературным отделом еженедельника «Литературен фронт».

## Творчество
Автор анималистических рассказов, социальной и нравственно-философской прозы, исторических романов и повестей, произведений для детей и юношества.
Дебютировал в 1931 году на страницах газеты «Литературен глас». В 1938 издал сборниках рассказов «Манящие огни» («Примамливи блясъци»), в которых мещанскому миру обывателей противопоставил поэтическую красоту природы.
Позже в сборниках «Мечтатель» (1939), «Будни и праздники» (1945), в повести «Похититель персиков» (1948) изобразил серые будни провинциального городка.
В большинстве своих произведений, с большим талантом, изображал дикий, но прекрасный мир природы, в котором происходит постоянная от рождения до смерти борьба за существование. Такова тематика, его известных анималистических рассказов (сборники «Одни» (1940), «Последняя борьба» (1942), «Волчьи ночи» (1943), «Тихим вечером» (1947), «Январское гнездо», 1953), «После охоты» (1954) и др.), кроме того, он автор сборника городских рассказов «Дни обычные и праздные» (1945).
Автор реалистической психологической прозы без формальных экспериментов.
Роман «Иван Кондарев» (книги 1—2 (1958—1964), рус. пер. 1967) — эпическое полотно о жизни и борьбе болгарского народа во время Сентябрьского антифашистского восстания 1923 г.
Нравственно-этическими проблемами и темой борьбы добра и зла проникнуты исторические романы «Легенда о Сибине князе Преславском» (1967, рус. пер. 1970) и «Антихрист» (1970).
За своё анималистическое творчество для детей Эмилиян Станев был удостоен престижной Международной премии имени Ханса Христиана Андерсена в 1979 году.

## Избранные произведения
- Избрани разкази и повести. София, 1965;
- Търновската царица. София, 1973;
- Крадецът на праскови. София, 1973;
- Вълкът, София, 1973;
- Скот Рейнолдс и непостижимото. София, 1973;
- Избранное (в рус. пер. М., 1970);
- Похититель персиков: Рассказы и повести, М., 1966;
- Чернушка: Повести. М., 1971;
- Антихрист: Роман. София, 1988.

и др.

## Награды и премии
- Герой Народной Республики Болгария(1967)
  - медаль «Золотая Звезда»
  - орден Георгия Димитрова
- Димитровская премия (1965)
- Народный деятель культуры Болгарии (1966)
- Национальная литературная премия имени Йордана Йовкова[болг.] (1975)
- Международная премия имени Ханса Христиана Андерсена (1979).